# 孔塔勒新城
孔塔勒新城（法語：Villeneuve-la-Comptal，法語發音：[vilnœv la kɔ̃tal] ⓘ）是法国奥德省的一个市镇，位于该省西北部，属于卡尔卡松区。

## 地理
孔塔勒新城（43°17'13"N, 1°55'17"E）面积15.1 平方千米，位于法国奧克西塔尼大區奥德省，该省份为法国南部沿海省份，北起塔恩省，西北接上加龙省，西接阿列日省，南至东比利牛斯省，东临地中海，东北与埃罗省接壤。
与孔塔勒新城接壤的市镇（或旧市镇、城区）包括：卡斯泰尔诺达里、方代耶、丰泰尔迪拉泽、马斯圣皮埃勒、埃尔斯河畔派拉。

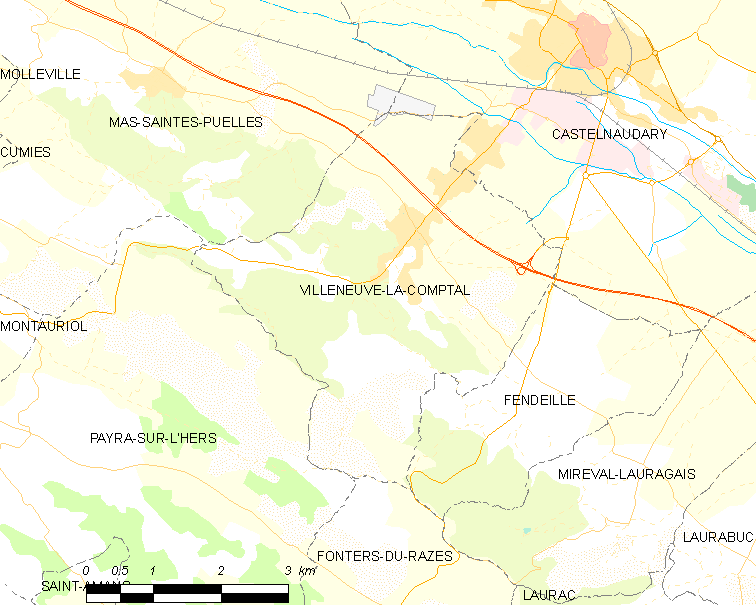
孔塔勒新城的OSM定位图

孔塔勒新城的时区为UTC+01:00、UTC+02:00（夏令时）。

## 行政
孔塔勒新城的邮政编码为11400，INSEE市镇编码为11430。

## 政治
孔塔勒新城所属的省级选区为绍里安盆地县。

## 人口

1962-2008年间孔塔勒新城人口变化图示

孔塔勒新城于2022年1月1日时的人口数量为1424人。